# Нововасилевка (Снигирёвский район)
Нововасилевка (укр. Нововасилівка) — село в Снигирёвском районе Николаевской области Украины.
Население по переписи 2001 года составляло 776 человек. Почтовый индекс — 57340. Телефонный код — 5162. Занимает площадь 0,881 км².

## Местный совет
57340, Николаевская обл., Снигирёвский р-н, с. Нововасильевка, ул. Ленина, 25